# Dedicado a Antonio Machado, poeta
Dedicado a Antonio Machado poeta es el quinto álbum (LP) de Joan Manuel Serrat. Como su título indica, está dedicado al poeta sevillano Antonio Machado, a varios de cuyos poemas pusieron música tanto el propio Serrat como Alberto Cortez. Fue editado en 1969 por la compañía discográfica Zafiro/Novola.
Tras el polémico suceso de Eurovisión de 1968, el cantante lanzó uno de sus discos más reconocidos, titulado Dedicado a Antonio Machado, poeta. En un principio, poca gente de Zafiro, la productora del disco, confiaba en que el elepé cosechara buenos resultados comerciales, pero afortunadamente no fue así, ya que el mismo Serrat afirmó en 2000 que este disco había sido uno de los que más había vendido. Y por algo sería: de las 12 canciones que componen el disco, el segundo de Serrat en español, son memorables temas como Cantares o La saeta. Este álbum contribuyó a difundir la obra de Antonio Machado en España e Hispanoamérica.
Arreglos y dirección de orquesta por Ricard Miralles.

## Canciones
| Pista | Título                                  | Autor                              | Tiempo |
| ----- | --------------------------------------- | ---------------------------------- | ------ |
| 1     | Cantares (Golpe a golpe, verso a verso) | Antonio Machado Joan Manuel Serrat | 3:15   |
| 2     | Retrato                                 | Antonio Machado Alberto Cortez     | 3:27   |
| 3     | Guitarra del mesón                      | Antonio Machado Joan Manuel Serrat | 2:00   |
| 4     | Las moscas                              | Antonio Machado Alberto Cortez     | 2:15   |
| 5     | Llanto y coplas                         | Antonio Machado Joan Manuel Serrat | 2:40   |
| 6     | La saeta                                | Antonio Machado Joan Manuel Serrat | 2:05   |
| 7     | Del pasado efímero                      | Antonio Machado Joan Manuel Serrat | 3:40   |
| 8     | Españolito                              | Antonio Machado Joan Manuel Serrat | 1:10   |
| 9     | A un olmo seco                          | Antonio Machado Joan Manuel Serrat | 2:45   |
| 10    | He andado muchos caminos                | Antonio Machado Joan Manuel Serrat | 2:27   |
| 11    | En Colliure                             | Joan Manuel Serrat                 | 3:00   |
| 12    | Parábola                                | Antonio Machado Joan Manuel Serrat | 2:05   |

## Historia
Editado en mayo de 1969, “Dedicado a Antonio Machado, poeta” es el segundo elepé de Serrat en castellano, el que muchos consideran que iguala o supera a Mediterráneo (1971), su personal obra maestra. Claro que otros piensan que el lugar de honor lo merecen “Serrat 4” o el “Disco blanco” (1970). Tantas dudas u opiniones divergentes se entienden: Joan Manuel Serrat en aquel tiempo se salía. Compositor inspiradísimo, letrista certero y maduro a sus menos de 30 años, vocalista prodigioso y, para colmo, músico que supo desde la tradición de la chanson (que marcó a toda la primera canción de autor española, particularmente a la catalana) evolucionar hacia la modernidad y el pop sin perder un ápice de profundidad. Y en ese dilucidar cuál es su obra perfecta, poco importa si este disco o aquel es el mejor, porque todos ellos son imprescindibles, y musicando a Machado rozó el prodigio. Y lo logró arriesgando, pues abría un paréntesis en su iniciada carrera como autor en castellano al musicar poemas ajenos, y además reivindicando la obra de uno de los poetas más destacados de la generación de los perdedores de la guerra civil, faro del republicanismo. Vamos, que no se lo estaba poniendo fácil a sí mismo. Sin embargo, en la España franquista el álbum logró situarse en el primer puesto de las listas de ventas y consiguió que la poesía del escritor sevillano reviviera en nuestro país y, de paso, dada la proyección internacional inmediata de Serrat, en toda Latinoamérica.

## Críticas
El disco obtuvo unas excelentes críticas en todo el mundo consolidándose como uno de los álbumes más conocidos del cantautor. Así mismo ayudó a consolidar y dar a conocer las obras del poeta Antonio Machado y superó incluso el éxito del anterior disco La Paloma. El álbum triunfó desde el público más joven hasta el más anciano y recaudó millones de pesetas. Los críticos citaron la minuciosa adaptación de los poemas del poeta ya que muchos de ellos no están tal cual fueron escritos por su autor.[cita requerida]